# Cupolă triunghiulară
În geometrie cupola triunghiulară este o cupolă la care fața opusă bazei este un triunghi echilateral, iar baza este un hexagon. Este poliedrul Johnson J3. Poate fi văzută ca o jumătate dintr-un cuboctaedru. Având 8 fețe, este un octaedru neregulat.

## Mărimi asociate
Următoarele formule pentru înălțime h, arie A și volum V sunt stabilite pentru lungimea laturilor tuturor poligoanelor (care sunt regulate) a:
{\displaystyle h={\frac {\sqrt {6}}{3}}a\approx 0,816496\,a}
{\displaystyle A=\left(3+{\frac {5{\sqrt {3}}}{2}}\right)a^{2}\approx 7,330127\,a^{2}}
{\displaystyle V={\frac {5{\sqrt {2}}}{6}}\,a^{3}\approx 1,178511\,a^{3}}

## Poliedre și faguri înrudiți

### Poliedru dual
Dualul cupolei triunghiulare are 6 fețe triunghiulare și 3 fețe romboidale:
| Dualul cupolei triunghiulare | Desfășurata dualului |
| ---------------------------- | -------------------- |
|                              |                      |

### Alte cupole convexe
Familia cupolelor cu fețe regulate există până la n = 5 (pentagon) și chiar mai mult dacă la cupole se folosesc triunghiuri isoscele.
| n                          | 2                      | 3                    | 4                          | 5                             | 6                                 |
| Schläfli                   | {2} \|\| t{2}          | {3} \|\| t{3}        | {4} \|\| t{4}              | {5} \|\| t{5}                 | {6} \|\| t{6}                     |
| -------------------------- | ---------------------- | -------------------- | -------------------------- | ----------------------------- | --------------------------------- |
| Cupolă                     | Cupolă digonală        | Cupolă triunghiulară | Cupolă pătrată             | Cupolă pentagonală            | Cupolă hexagonală (plată)         |
| Poliedre uniforme înrudite | Prismă triunghiulară · | Cubocta- · edru ·    | Rombi- · cubocta- · edru · | Romb- · icosidodeca- · edru · | Pavare · rombi- · trihexagonală · |

### Alte poliedre

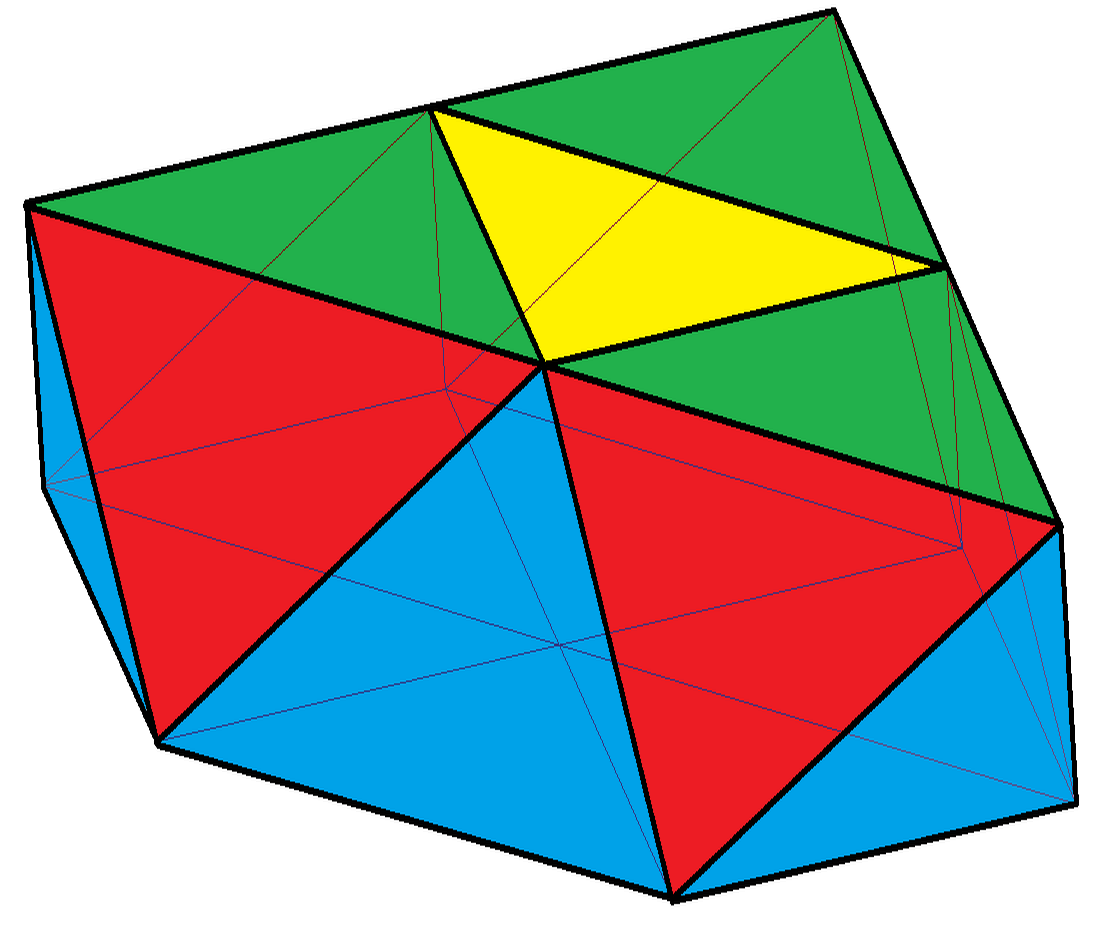
Cupolă triunghiulară augmentată

Cupola triunghiulară poate fi augmentată cu 3 piramide pătrate, lăsând fețele adiacente coplanare. Acesta nu este un poliedru Johnson din cauza fețelor sale coplanare. Contopind aceste triunghiuri coplanare în triunghiuri mai mari, topologic aceasta este o altă cupolă triunghiulară cu fețele laterale trapeze isoscele. Dacă se păstrează toate triunghiurile și se înlocuiește hexagonul de la bază cu 6 triunghiuri, se generează un deltaedru coplanar cu 22 de fețe.

### Faguri
Cupola triunghiulară poate tesela spațiul împreună cu piramida pătrată și/sau octaedrul, la fel cum octaedrele și cuboctaedrele pot umple spațiul.